# شلال (الطيال)

تعديل مصدري - تعديل

شلال هي إحدى قرى عزلة جبل اللوز بمديرية الطيال التابعة لمحافظة صنعاء، بلغ تعداد سكانها 264 نسمة حسب تعداد اليمن لعام 2004.